# The Palmer House (Sauk Centre)
The Palmer House es un hotel histórico en la localidad estadounidense de Sauk Centre (Minnesota). Fue construido en 1901 y ampliado en 1916. El hotel fue incluido en el Registro Nacional de Lugares Históricos en 1982 por su importancia local en los temas de comercio e historia social. Fue nominado por ser un ejemplo de un tipo de hotel antaño común que atendía específicamente a los vendedores ambulantes. En 1994, también fue añadido en la lista de propiedades que contribuyen al distrito histórico de Original Main Street.
En la actualidad, continúa funcionando como hotel, restaurante y pub, y es miembro de la Minnesota Hotel & Lodging Association y de la National Restaurant Association.

## Descripción
La Casa Palmer es un edificio de ladrillo de tres plantas situado en la esquina noroeste del cruce principal de Sauk Centre. En la planta baja de las dos fachadas que dan a la calle hay ventanas y puertas de arco redondo, acentuadas por el ladrillo decorativo. Las ventanas arqueadas que dan al vestíbulo y al restaurante contienen vidrieras importadas de Viena. Las ventanas del piso superior son rectangulares. Un ligero corbeling marca una franja justo debajo de los alféizares del segundo piso y a lo largo de la cornisa. Los vanos de los pisos superiores están definidos por pilastras de ladrillo.
La adición trasera, construida 15 años después, reproduce perfectamente el diseño de la sección original. El tejado tenía parapetos bajos en las esquinas, pero se han eliminado.

## Historia
Fue construido en 1901 por Ralph y Christena Palmer en el emplazamiento de la Casa Sauk Centre, el primer hotel de la ciudad, que se quemó un año antes, el 26 de junio de 1900. Estaba idealmente situada en el corazón del distrito comercial de Sauk Centre y a poco más de una manzana de la estación de tren. Fue el primer edificio de Sauk Centre en tener electricidad. Los Palmer vivían en el local con sus dos hijos y contaban con la ayuda de la madre y el hermano de Christena en la gestión del establecimiento.
Palmer House atendía especialmente a los vendedores que llegaban en tren, que encontraban en el hotel no sólo alojamiento, sino también espacio para reuniones y para relajarse después de las horas de trabajo. Los residentes locales también utilizaban el hotel como lugar de reunión.
El joven Sinclair Lewis trabajó dos veranos como recepcionista en The Palmer House. Más tarde lo utilizó como modelo para la "Casa Minniemashie" en su novela de 1920 Main Street, ambientada en una ciudad modelada a su vez en Sauk Centre.
Cuando se inauguró, el edificio contaba con 24 habitaciones. En 1916, los segundos propietarios del hotel contrataron al arquitecto Roland C. Buckley de St. Cloud (Minnesota), para ampliar el edificio con una adición trasera que contenía otras 20 habitaciones.
Fue ampliamente remodelada en 1993. Su interior se reconfiguró para contener 19 habitaciones de huéspedes, cada una con su propio baño.

## Fenómenos paranormales
Varias personas han informado de actividades paranormales en The Palmer House. Los huéspedes y el personal han informado de voces sin cuerpo, cambios rápidos de temperatura y puertas que se cierran solas. Uno de los relatos más comunes es el sonido de un niño botando una pelota o corriendo en el pasillo.
The Casa Palmer celebró su primer seminario paranormal del 18 al 20 de enero de 2008; entre los asistentes se encontraban las personalidades de la televisión Chris Fleming y Patrick Burns, el presentador de radio Darkness on the Edge of Town David Schrader, y otros expertos paranormales. El hotel apareció en el cuarto episodio de la séptima temporada de Buscadores de fantasmas, donde investigan el edificio con Dave Schrader. También apareció en el episodio 4 de la novena temporada de The Dead Files.